# Jarbas Maranhão
Jarbas Cardoso de Albuquerque Maranhão (Nazaré da Mata, 21 de janeiro de 1916 - Rio de Janeiro, 10 de abril de 2014) foi um político brasileiro. Foi professor de Direito Constitucional.
Foi aluno do Ginásio Pernambucano. Cursou Direito na Faculdade de Direito do Recife, concluindo em 1940.
Foi constituinte (1946), da qual era o último sobrevivente, deputado federal (1946/51), senador (1955/63) e conselheiro do Tribunal de Contas do Estado de Pernambuco.
Em 1984 foi eleito para a cadeira 30 da Academia Pernambucana de Letras, além de haver ocupado a cadeira 40 da Academia de Letras e Artes do Nordeste.

## Atividades políticas
- Foi eleito presidente do Diretório Acadêmico da Faculdade de Direito do Recife em 1939[2] e reeleito[3].
- Oficial de Gabinete do governador Agamenon Magalhães em 1940. Nessa função, organizou a sessão pernambucana da Legião Brasileira de Assistência.
- Secretário para os Negócios do Interior, Justiça, Educação e Saúde em 1945[3].
- Um dos fundadores do Partido Social Democrático em 1945.[2] [3]
- constituinte (1946).[Nota 1]
- deputado federal (1946 a 1951).
- senador (1955 a 1963)[3].[Nota 2]
- Conselheiro do Tribunal de Contas do Estado de Pernambuco[2] [4] (1968 a 1986).

## Atividades docentes
- Professor de Direito constitucional, do Trabalho e Previdência Social[3];
- Professor de Direito Administrativo e Financeiro[3].

## Atividades literárias
Era membro de várias instituições ligadas à cultura e a sua profissão:
- Associação Brasileira de Imprensa
- Ordem dos Jornalistas do Brasil
- Associação da Imprensa de Pernambuco
- Associação Nacional dos Escritores.
- Academia Pernambucana de Letras - eleito em 1984 para a cadeira 30[5];
- Academia de Letras e Artes do Nordeste - ocupou a cadeira 40;
- Academia de Artes e Letras de Pernambuco;
- União Brasileira de Escritores - seção Pernambuco [6] (fundador);
- Academia Guanabarina de Letras;
- Academia Brasileira de Literatura;
- Academia Brasileira de Ciências Sociais e Políticas;
- Pen Club do Brasil[7];
- Academia Olindense de Letras - Sócio correspondente;
- Academia Pernambucana de Música - Sócio correspondente;
- Academia Brasileira de Letras Jurídicas - Sócio honorário.

## Obras publicadas
- Diretrizes da Democracia Social;
- Estudo sobre O Barão do Rio Branco;
- Considerações sobre o Projeto da Constituição;
- Liberdade de Pensamento e Formação da Juventude;
- Origem e Importância do Tribunal de Contas;
- Municipalismo e Ruralismo[2];
- Caryl Chessman e a Pena de Morte;
- Brasil-África. Um Mesmo Caminho;
- O Desafio da Fome[2];
- Centenário do Ginásio Pernambucano;
- General Mascarenhas de Morais;
- Democracia. Direitos do Homem. Paz;
- Uma Visão das Academias;
- A Crise Brasileira. Uma Nova Constituição. O Estado Social de Direito;
- A Guarda dos Filhos e Evolução dos Direitos Humanos.